# Marcel Kopeinig
Marcel Kopeinig (* 9. Mai 2004) ist ein österreichischer Fußballspieler.

## Karriere
Kopeinig begann seine Karriere beim Magdalener SC. Zur Saison 2017/18 wechselte er zum Villacher SV. Zur Saison 2018/19 wechselte er in die Jugend der Kapfenberger SV. Zur Saison 2021/22 rückte er in den Kader der dritten Mannschaft der KSV, ASC Rapid Kapfenberg. In der Saison 2021/22 kam er zu 18 Einsätzen in der sechstklassigen Unterliga, in denen er 13 Tore erzielte.
Zur Saison 2022/23 rückte er in den Kader der Amateure auf. In seiner ersten Spielzeit kam er zu 24 Einsätzen in der fünftklassigen Oberliga und erzielte dabei zwölf Tore. Im Mai 2024 stand er gegen den FC Dornbirn 1913 erstmals im Kader der Profis der Steirer. Sein Debüt in der 2. Liga gab er dann im selben Monat, als er am 27. Spieltag der Saison 2023/24 gegen den SKU Amstetten in der 85. Minute für Alexander Hofleitner eingewechselt wurde. Insgesamt kam er für Kapfenberg zu zwei Zweitligaeinsätzen.
Zur Saison 2025/26 wechselte Kopeinig zum viertklassigen SV Wildon.